# Колумбийска невестулка
Колумбийската невестулка още невестулка на дон Фелипе (Mustela felipei) е вид бозайник от семейство Порови (Mustelidae). Видът е световно застрашен, със статут Уязвим.

## Разпространение
Разпространен е в Еквадор и Колумбия.